# 利西察
50°25′24″N 29°30′11″E / 50.42333°N 29.50306°E
利西察（烏克蘭語：Лисиця）是位於烏克蘭北部的村莊，由基辅州布恰区的馬卡里夫市鎮負責管轄。該村面積0.12平方公里，海拔高度183米，2001年人口17，人口密度每平方公里140.5人。